# (15089) 1999 CQ82
A (15089) 1999 CQ82 a Naprendszer kisbolygóövében található aszteroida. A LINEAR projekt keretében fedezték fel 1999. február 10-én.